# Alojz Štolfa
Alojz Štolfa (Volci, 1º luglio 1886 – Gorizia, 30 dicembre 1953) è stato un politico italiano di nazionalità slovena.

## Biografia
Dopo la scuola primaria si trasferì a lavorare dapprima a Trieste e poi a Gorizia. Partecipò alla prima guerra mondiale nell'Esercito austro-ungarico, rimanendo invalido. Successivamente fu molto attivo nell'ambito sindacale e in quello politico. Membro del Partito Socialista Italiano, al Congresso di Livorno del gennaio 1921 venne eletto nella Direzione nazionale.